# Lepidostoma longiusculum
Lepidostoma longiusculum is een fossiele soort schietmot uit de familie Lepidostomatidae.